# Municipio de Lake (condado de Roseau)
El municipio de Lake (en inglés: Lake Township) es un municipio ubicado en el condado de Roseau en el estado estadounidense de Minnesota. En el año 2010 tenía una población de 2090 habitantes y una densidad poblacional de 13,88 personas por km².

## Geografía
El municipio de Lake se encuentra ubicado en las coordenadas 48°56′14″N 95°25′9″O / 48.93722, -95.41917. Según la Oficina del Censo de los Estados Unidos, el municipio tiene una superficie total de 150.54 km², de la cual 149,58 km² corresponden a tierra firme y (0,63 %) 0,95 km² es agua.

## Demografía
Según el censo de 2010, había 2090 personas residiendo en el municipio de Lake. La densidad de población era de 13,88 hab./km². De los 2090 habitantes, el municipio de Lake estaba compuesto por el 87,27 % blancos, el 0,67 % eran afroamericanos, el 1,87 % eran amerindios, el 7,99 % eran asiáticos, el 0,19 % eran de otras razas y el 2,01 % eran de una mezcla de razas. Del total de la población el 0,53 % eran hispanos o latinos de cualquier raza.